# یواس‌اس آگوستا (اس‌پی-۹۴۶)
یواس‌اس آگوستا (اس‌پی-۹۴۶) (به انگلیسی: USS Augusta (SP-946)) یک کشتی بود که طول آن ۱۰۳ فوت (۳۱ متر) بود. این کشتی در سال ۱۹۱۲ ساخته شد.